# 奥多阿尔多·法尔内塞 (帕尔马王储)
奥多阿尔多·法尔内塞（義大利語：Odoardo Farnese；1666年8月12日—1693年9月6日），出生于帕尔马科洛爾諾公爵宮。帕尔马王储，出生自顯赫的義大利家族法爾內塞家族是帕尔马公爵拉努喬二世的长子。西班牙国王费利佩五世的岳父，王后埃麗莎貝塔的父親。现在西班牙王室的直系祖先。